# Mecklenburg-Vorpommern-Tag
Der Mecklenburg-Vorpommern-Tag (auch MV-Tag) ist das offizielle Landesfest, das seit 2000 in verschiedenen Städten Mecklenburg-Vorpommerns gefeiert wird. Unser Motto: „Zusammenhalt in Stadt und Land. Wir in MV.“ Von 2000 bis 2006 fand die Veranstaltung jährlich statt. Mit dem MV-Tag in Ludwigslust 2006 begann ein zweijähriger Rhythmus. Während acht MV-Tage im westlichen Mecklenburg stattfanden, darunter je zwei in Güstrow und Rostock, gab es fünf Landesfeste in Vorpommern und der Mecklenburgischen Seenplatte.
- Am 14. und 15. August 2010 wurde der MV-Tag unter dem Motto: „MV tut gut.“ zeitgleich mit dem 20-jährigen Jubiläum des 1990 gegründeten Bundeslandes Mecklenburg-Vorpommern gefeiert.[1]
- Im Jahr 2018 fand der MV-Tag vom 18. bis 20. Mai in Rostock statt, zeitgleich mit dem 800-jährigen Jubiläum der Hansestadt und dem 600-jährigen Bestehen der Universität Rostock.
- 30. Juni 2023 – 02. Juli 2023 Vier-Tore-Stadt Neubrandenburg 14. Landesfest im Rahmen des 775. Jubiläums der Stadtgründung von Neubrandenburg.
- Vom 20. bis 22. Juni 2025[2] in der Hansestadt Greifswald statt.

## Austragungsorte
- 2000: Güstrow
- 2001: Grimmen
- 2002: Wismar
- 2003: Greifswald
- 2004: Rostock
- 2005: Neubrandenburg
- 2006: Ludwigslust
- 2008: Ribnitz-Damgarten
- 2010: Schwerin, 14. und 15. August.
- 2012: Stralsund, 29. Juni bis 1. Juli, Motto: „Tradition und Moderne – das ist Mecklenburg-Vorpommern.“[3]
- 2014: Neustrelitz, 20. Juni bis 22. Juni, Motto: „Norddeutsch, natürlich, romantisch – das ist Mecklenburg-Vorpommern“. 2014 lud die historische Residenzstadt Neustrelitz zum Mecklenburg-Vorpommern-Tag vom 20. bis 22. Juni in den Landkreis Mecklenburgische Seenplatte ein. Im Mittelpunkt des Festes, zu dem fast 50.000 Besucher kamen,[4] stand die Epoche der Romantik, die, inspiriert durch das Land und seine malerischen Orte, Künstler und Kreative bis heute anzieht und inspiriert. Zugleich wollte sich das Land Mecklenburg-Vorpommern auf dem MV-Tag als familienfreundlich, modern und als Land zum Leben präsentieren.
- 2016: Güstrow, 8. bis 10. Juli, Motto: „Mecklenburg-Vorpommern – Land zum Leben.“[5]
- 2018: Rostock, 18. bis 20. Mai
- 2023: Neubrandenburg[6]
- 2025: Greifswald unter dem Motto „Tradition-Innovation-Vielfalt“.